# Jongro-dong

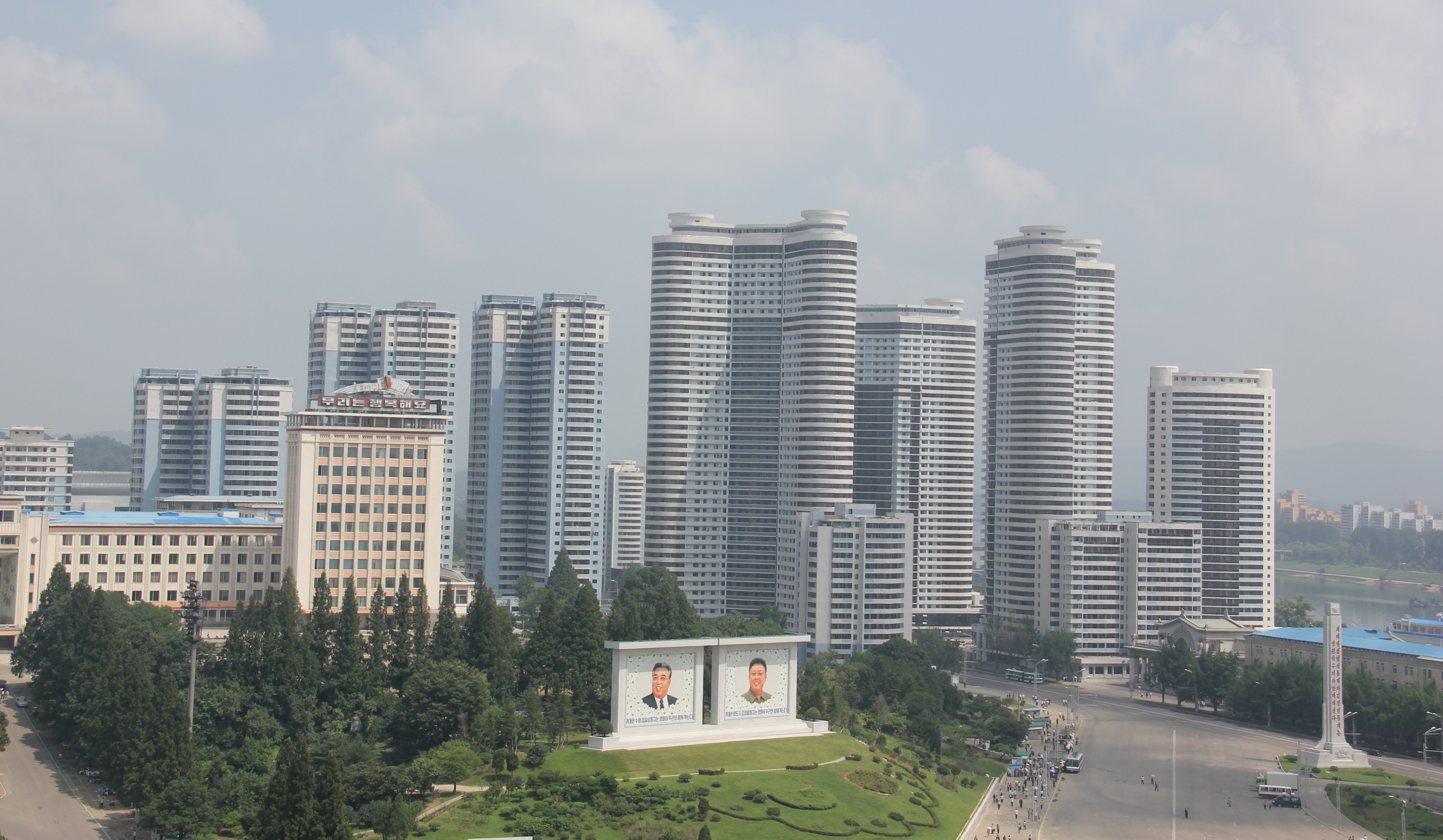
Blick auf Jongro-Dong: vorne der Jangdae-Hügel mit den Bildnissen von Kim Il-Sung und Kim Jong-Il, dahinter der Pjöngjanger Schülerpalast und die neuen Wohnhäuser, rechts ein Turm der Unsterblichkeit wo sich auch die Taehaksupdang-Straße befindet

Jongro-dong (kor. 종로동), auch Chongro-dong genannt, ist ein Dong (kleinste Verwaltungseinheit in Korea, vergleichbar mit einem Ortsteil) im zentral gelegenen Stadtbezirk Chung-guyŏk der nordkoreanischen Hauptstadt Pjöngjang. Er ist nicht zu verwechseln mit einem gleichnamigen Dong in Seoul.

## Wirtschaft und Verkehr
Der Ortsteil befindet sich im Stadtzentrum, an dem wichtige Straßen aufeinander treffen. Außerdem befindet sich hier die Metrostation Sŭngli der Metro Pjöngjang und eine Haltestelle des Oberleitungsbus Pjöngjang. 2012 wurden hier neue moderne Wohnanlagen errichtet. Der Ortsteil wird im Uhrzeigersinn von der Mansudae-Straße, Sungri-Straße, Somun-Straße sowie der Jongro-Straße begrenzt. Innerhalb des Dongs beginnt bzw. endet die Taehaksupdang-Straße.
Er misst zirka 350 m * 515 m und ist somit ~ 1,8 km² groß.

## Bauwerke und Einrichtungen
Wichtige Gebäude und Einrichtungen sind:
- Kaufhaus Nr. 1
- Kumsong Mittelschule Nr. 1[3]
- Pjöngjanger Schülerpalast (auf dem Jangdae-Hügel)
- Sungin-Tempel (Nationalschatz #5)
- Turm der Unsterblichkeit